# Telephanus ceraunoides
Telephanus ceraunoides es una especie de coleóptero de la familia Silvanidae.

## Distribución geográfica
Habita en San Vicente y las Granadinas.